# Anschieben

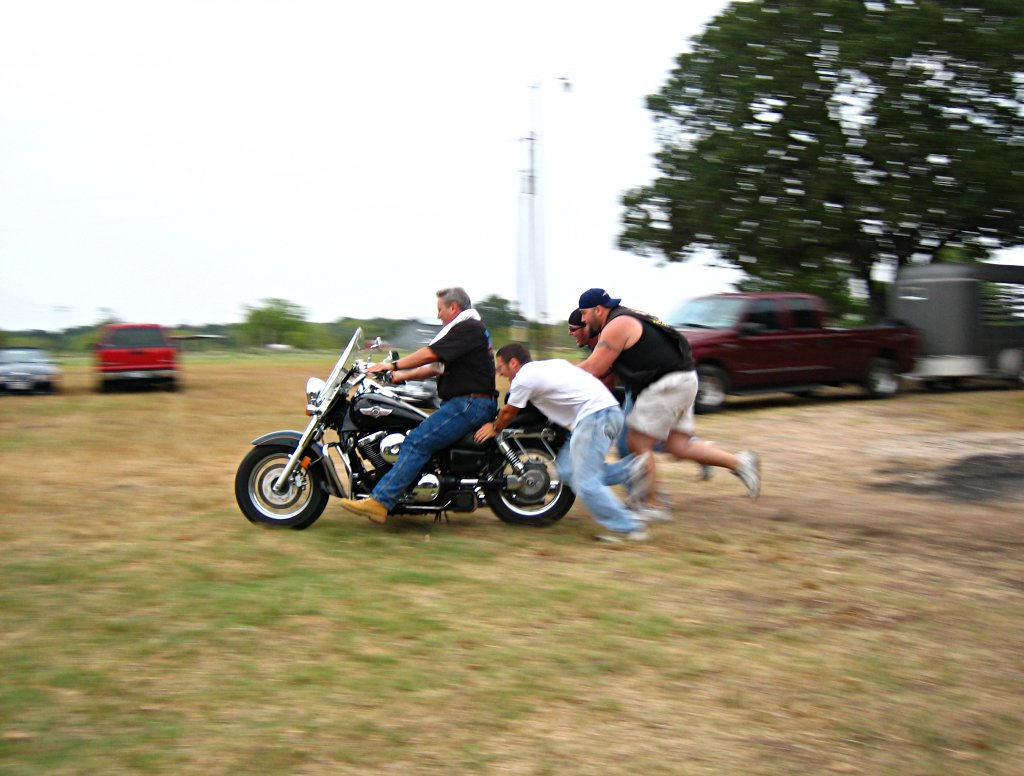
Anschieben eines Motorrades

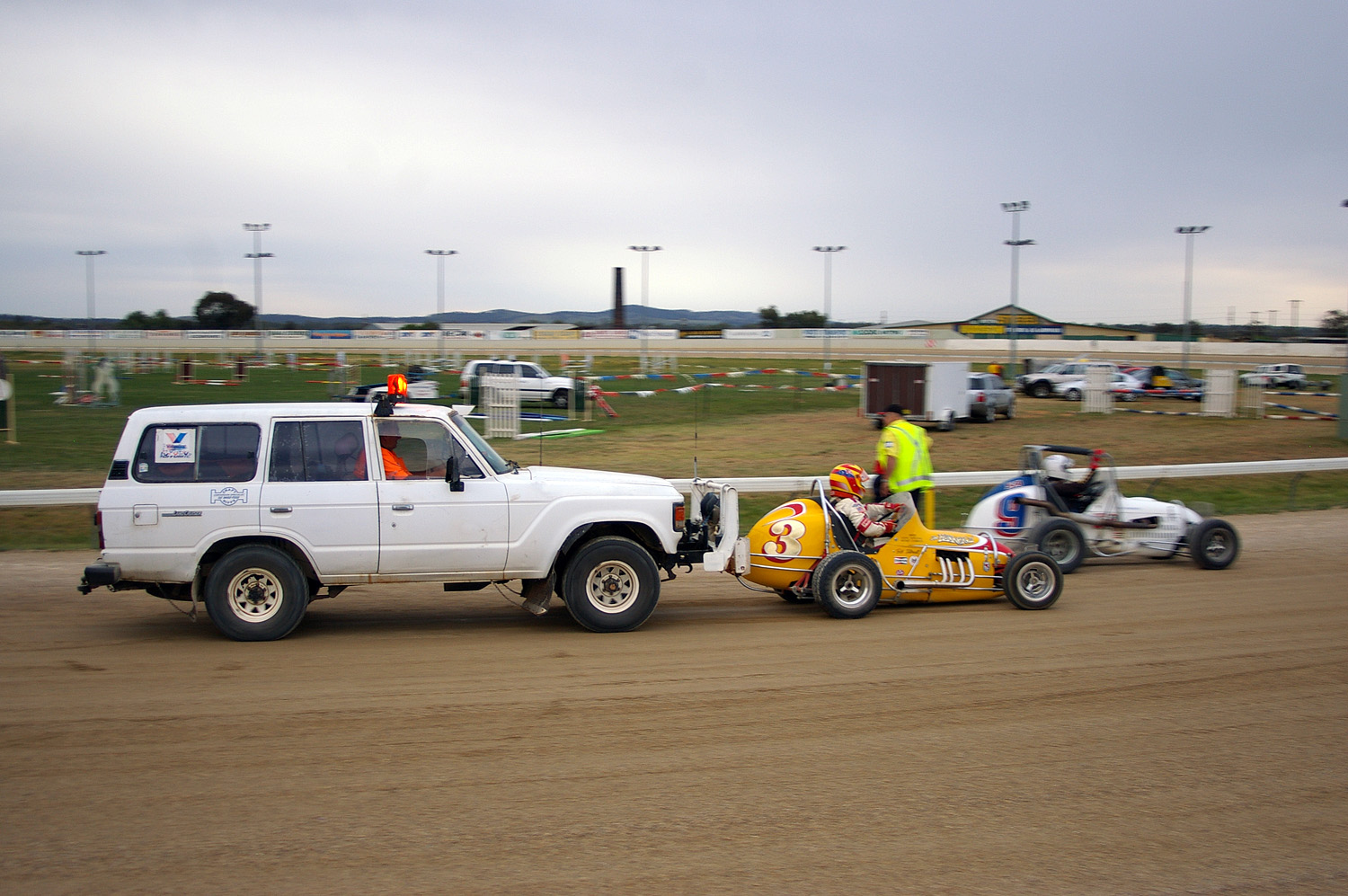
Anschieben eines Rennwagens mit einem anderen Fahrzeug

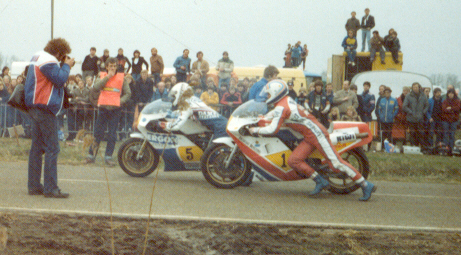
Schiebestart bei einem Motorradrennen (1982)

Anschieben nennt man das Starten des Verbrennungsmotors eines Kraftfahrzeugs durch In-Bewegung-Setzen des Fahrzeugs mittels Muskelkraft oder durch ein zweites Fahrzeug. Wird das zu startende Fahrzeug vom unterstützenden Fahrzeug gezogen, nennt man den Vorgang Anschleppen. Das Anlassen bzw. das primäre In-Drehung-versetzen des Motors erfolgt dabei durch Einkuppeln bei eingelegtem Gang (bei den meisten Motoren dem Zweiten) und eingeschalteter Zündung, wobei der 'Schwung' des angeschobenen Fahrzeuges, also kinetische Bewegungsenergie, durch den Kraftübertragungsstrang auf den Motor übertragen wird.

## Pannenfahrzeug
Das Anschieben oder Anschleppen eines Pannenfahrzeugs kommt nur in Betracht, wenn die Starterbatterie lediglich teilentladen ist. Ist die Batterie tiefentladen, ist ein Startvorgang bei modernen Fahrzeugen nicht möglich, da deren Drehstromlichtmaschinen einen Erregerstrom brauchen. Deren Ladezustand muss noch so gut sein, dass während des Anschiebestarts genügend Spannung für die zum Motorstart erforderliche Elektrik wie Steuergerät, Einspritz- und Förderpumpen sowie die Zündung vorhanden ist. Auch bei defektem Anlasser ist Anschieben hilfreich. Bei vollständig entladener Batterie oder anderen technischen Defekten führt der Versuch des Anschiebens in der Regel nicht zum gewünschten Erfolg.
Es ist dabei zu beachten, dass eventuell Funktionen, deren Funktion von vom Motor angetriebenen Hilfsaggregaten abhängt (z. B. hydraulische Servolenkung, pneumatische Bremskraftverstärker), während des Schiebestarts oder Anschleppens nur eingeschränkt zur Verfügung stehen.
Bei Motoren mit Vergaser kann unverbrannter Kraftstoff den Fahrzeugkatalysator beschädigen.

## Anschiebevorgang
Technisch erfolgt, wie schon angeführt, das Anschieben durch Einkuppeln eines in Bewegung gebrachten Fahrzeuges bei eingelegtem Gang.
Dazu ist es notwendig, bereits vor dem Anschieben auszukuppeln und einen Gang einzulegen, um die Anschiebekraft möglichst zu verringern und bereits in den Anschiebevorgang gebrachte Leistung in der beschleunigten Masse das Fahrzeugs zu speichern.
Betreffend der Wahl des einzulegenden Ganges ist der Motor- sowie der Getriebetyp zu berücksichtigen:
- ein Fahrzeug mit Drehmomentwandler-Automatikgetriebe lässt sich zwar „Schieben“, aber nicht „Anschieben“; der eingelegte Gang spielt dabei keine Rolle, da keine Rückübertragung der Drehbewegung möglich ist. In seltenen Fällen ist jedoch ein Anschieben konstruktiv vorgesehen und möglich.

Fahrzeuge mit
- einem sehr hoch komprimierten Motor (Sport- oder Rennmotor oder auch ein Dieselmotor)
- hohem Gewicht
- einer sehr starken Untersetzung (erfordern einen höheren Gang)

werden am ehesten im dritten Gang angeschoben. Fahrzeuge mit kurzer Übersetzung erfordern einen höheren Gang, der andernfalls eine höhere Geschwindigkeit beim Einkuppeln erfordert.
Im ersten Gang können nur selten Fahrzeuge angeschoben werden, da die Getriebeuntersetzung hier am größten ist, somit dem Motor beim Einkuppeln eine sehr hohe Rotationsgeschwindigkeit aufgezwungen wird und infolgedessen das wirkende Bremsmoment am größten ist. Hier wirkt die Nummer des gewählten Gangs entgegengesetzt, da das Getriebe von der ausgehenden Welle getrieben wird.
Eine wichtige Voraussetzung beim Anschieben ist, dass bei stehendem Motor ein Kraftschluss zwischen Antriebsachse und Motor hergestellt werden kann. Aus diesem Grund scheitert die Methode des Anschiebens bei manchen Getriebe- und Kupplungsbauarten (z. B. Automatikgetriebe mit hydraulischem Drehmomentwandler in PKWs oder bei einer stufenlosen Keilriemenautomatik mit Fliehkraftkupplung bei Motorrollern).

## Rechtliche Situation
Der Gesetzgeber unterscheidet dabei zwischen dem:
- Schieben (wie Abschleppen) dient allgemein dazu, ein Fahrzeug, das nicht in Betrieb ist, an einen anderen Ort zu versetzen – wie es immer dann nötig ist, wenn es „mitten im Verkehr liegenbleibt“, weil der Treibstoff zu Ende gegangen ist oder es anderweitig nicht fahrtauglich ist.
- Anschieben, das Schieben mit händischer Kraft zum Zwecke, das Fahrzeug in Betrieb zu nehmen.
- Anschleppen, derselbe Vorgang unter Zuhilfenahme eines vorgespannten Kraftfahrzeuges.

Jegliche Situation, in der ein Fahrzeug aus technischen Gründen auf öffentlichen Verkehrsflächen in nicht ordnungsgemäßer Position zu stehen kommt, gilt als Betriebsstörung und erfordert Maßnahmen, die der Unfallstellenabsicherung entsprechen, insbesondere erhöhte Aufmerksamkeit, Aufstellen eines Pannen- bzw. Warndreiecks (speziell, wenn die Warnblinkanlage nicht in Betrieb genommen werden kann) und Ähnliches.
- Das Wegschieben des Fahrzeuges aus dem Fließverkehr ist nach der Absicherung unverzüglich durchzuführen, um den reibungslosen Ablauf des Verkehrsgeschehens zu gewährleisten und sich und andere Verkehrsteilnehmer nicht zu gefährden.
- Dagegen ist das Anschieben auf öffentlichen Verkehrsflächen nur zulässig, wenn es zu keinerlei Gefährdung oder Behinderung führt.
- Während das Steuern beim reinen Schieben nur die übliche Eignung der lenkenden Person erfordert (insbesondere Verkehrstauglichkeit), setzt das Anschieben einen gültigen Führerschein und Fahrerlaubnis voraus, da es der Inbetriebnahme dient.

Bei allen diesbezüglichen Handlungen besteht Gefährdungshaftung, aber auch Rechtsschutz seitens des Versicherers, sofern sie nötig sind und vorschriftsmäßig erfolgen.